# Vida de Atleta
Vida de Atleta é um programa de televisão brasileiro exibido pela Rede Gazeta, apresentado pelo jornalista e radialista Máurio Galera e dirigido por Fabio Lima. Seu gênero se baseia em uma mistura de programa esportivo com humorístico. 

## História
O programa nasceu pautado pelo interesse de conhecer, mostrar e principalmente viver o dia-a-dia de treinamento de diversos atletas com os esportes que praticam, buscando retratar seus rituais, esforços, desafios, dificuldades e principalmente conquistas. Caminhando por uma estética humorística o Vida de Atleta trata o tema de maneira descontraída e leve.

## Programa
O Vida de Atleta estreou em 8 de março de 2015, possui a duração de 30 minutos e é exibido às 19h30 todo domingo, com reapresentação à meia-noite. No programa, Máurio Galera acompanha o dia de treinamento de atletas dos mais diversos esportes, presenciando e até praticando seus desafios.
Foi o primeiro programa da Gazeta a ser moldado através de uma mistura entre humor e diversas práticas esportivas.

## Edições
Entre os diversos esportes acompanhados no programa, encontramos: 
- Ballet
- Canoagem
- Esgrima
- Futebol Americano
- Hipismo
- Judô
- Patinação Artística
- Polo Aquático
- Rugby
- Sumô
- Skate
- Taekwondo
- Tiro Com Arco
- Triathlon
- Tiro Esportivo
- Vôlei